# Bhiwandi
Bhiwandi (Marathi भिवंडी, Bhivaṇḍī, Bhiwandi Nizampur City Municipal Corporation) ist eine Stadt im Distrikt Thane im indischen Bundesstaat Maharashtra.
Sie hat etwa 710.000 Einwohner (Volkszählung 2011).
Bhiwandi liegt 50 Kilometer nordöstlich von Mumbai am National Highway 3 (Mumbai-Agra). Gemeinsam mit den Städten Navi Mumbai, Thane, Kalyan, Ulhasnagar, Dombivli, Mira-Bhayandar und Vasai-Virar bildet sie die Agglomeration des Großraums Mumbai. Die durchschnittliche Höhe über dem Meeresspiegel beträgt 24 Meter.
Die Stadt entwickelte sich von einer Kleinstadt mit marathischer und konkanisch-moslemischer Bevölkerung seit den 1930er Jahren zum Zentrum der Textilindustrie in Maharashtra. Sie hat die größte Anzahl an Webstühlen im Land.